# Formel-Nippon-Saison 2004
Die Formel-Nippon-Saison 2004 wurde vom 28. März bis zum 7. November im Rahmen von 9 Rennen ausgetragen. In die Wertung kamen alle erzielten Resultate.
| Punktewertung |    |   |   |   |   |   |
| Platz:        | 1  | 2 | 3 | 4 | 5 | 6 |
| Punkte:       | 10 | 6 | 4 | 3 | 2 | 1 |

## Rennkalender
|   | Datum         | Rennen | Pole-Position   | Platz 1          | Platz 2         | Platz 3            |
| - | ------------- | ------ | --------------- | ---------------- | --------------- | ------------------ |
| 1 | 28. März      | Suzuka | Yūji Ide        | Takashi Kogure   | André Lotterer  | Ryō Michigami      |
| 2 | 2. Mai        | Sugo   | Richard Lyons   | Richard Lyons    | Yūji Ide        | Juichi Wakisaka    |
| 3 | 6. Juni       | Motegi | Richard Lyons   | André Lotterer   | Yūji Ide        | Tatsuya Kataoka    |
| 4 | 4. Juli       | Suzuka | Richard Lyons   | Richard Lyons    | Benoît Tréluyer | Yūji Ide           |
| 5 | 1. August     | Sugo   | Richard Lyons   | Satoshi Motoyama | Takashi Kogure  | Juichi Wakisaka    |
| 6 | 29. August    | Mine   | Benoît Treluyer | Benoît Treluyer  | Juichi Wakisaka | Toshihiro Kaneishi |
| 7 | 19. September | Sepang | André Lotterer  | André Lotterer   | Naoki Hattori   | Juichi Wakisaka    |
| 8 | 24. Oktober   | Motegi | Juichi Wakisaka | Yūji Ide         | Richard Lyons   | André Lotterer     |
| 9 | 7. November   | Suzuka | Richard Lyons   | Benoît Treluyer  | Yūji Ide        | Richard Lyons      |

## Punktestand

### Fahrer
| 1. | Richard Lyons   | 33 |
| 2. | André Lotterer  | 33 |
| 3. | Yūji Ide        | 32 |
| 4. | Benoît Tréluyer | 30 |
| 5. | Juichi Wakisaka | 23 |

| 6. | Satoshi Motoyama | 21 |
| 7. | Takashi Kogure   | 17 |
| 8. | Tatsuya Kataoka  | 12 |
| 9. | Ryō Michigami    | 7  |
| 9. | Naoki Hattori    | 7  |

|     | Tsugio Matsuda     | 7 |
| 12. | Toshihiro Kaneishi | 5 |
| 13. | Takeshi Tsuchiya   | 4 |
| 14. | Yūji Tachikawa     | 3 |